# Женская сборная Литвы по софтболу
Женская национальная сборная Литвы по софтболу — представляет Литву на международных софтбольных соревнованиях. Управляющей организацией является Литовская федерация софтбола (лит. Lietuvos Softbolo federacija, англ. Lithuanian Softball Federation).

## Результаты выступлений

### Чемпионаты Европы
| Год       | Победы         | Поражения      | Место          |
| --------- | -------------- | -------------- | -------------- |
| 1979—2015 | не участвовали | не участвовали | не участвовали |
| 2017      | 1              | 9              | 23             |
| 2019      | 2              | 8              | 21             |
| 2021      | 0              | 7              | 17             |
| 2022      | не участвовали | не участвовали | не участвовали |